# Yemin Moshé

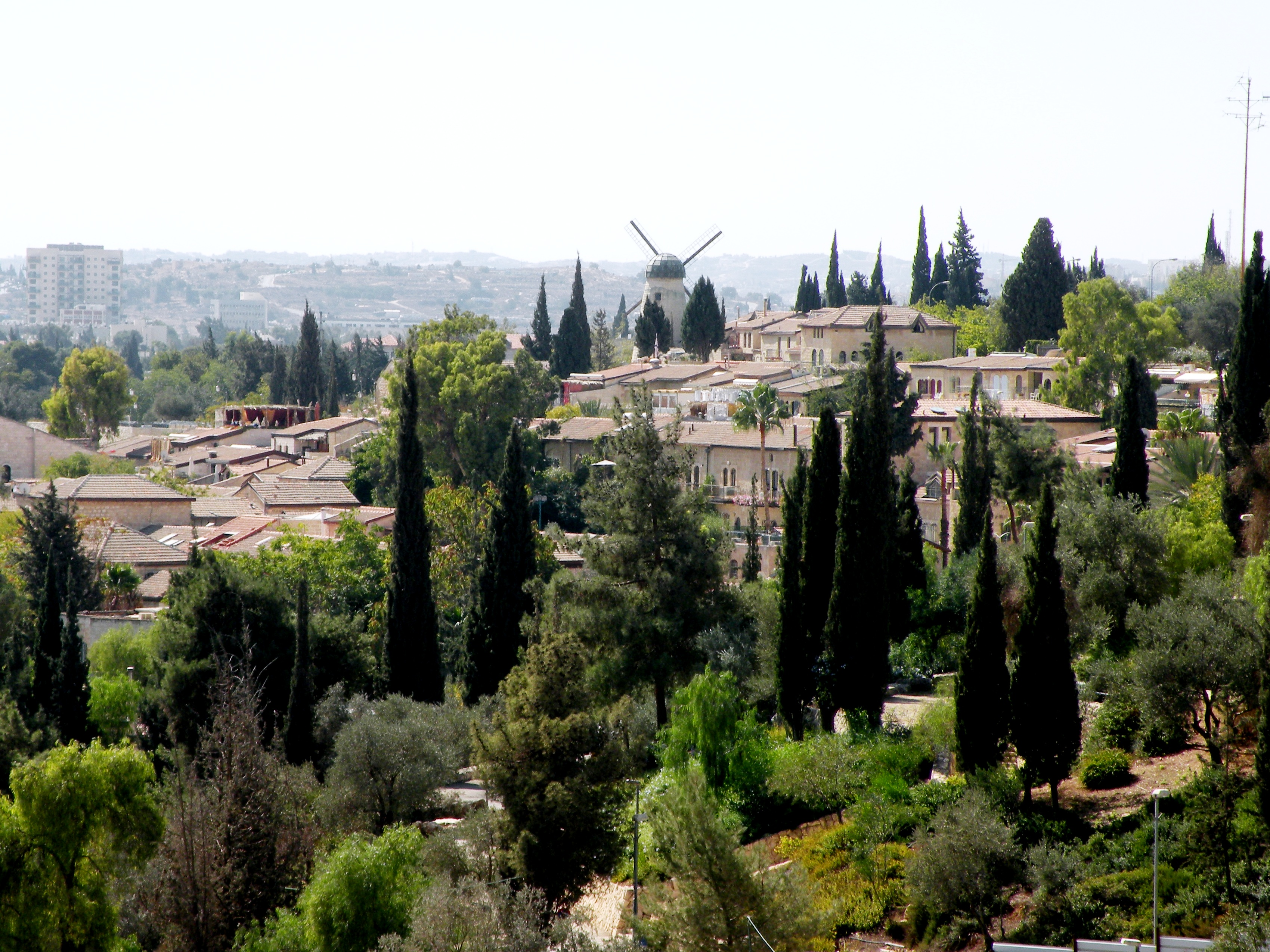
Vue panoramique de Yemin Moshé en 2011, avec en arrière-plan le moulin de Montefiore avant la réfection de sa toiture.

Yemin Moshé ימין משה (« Mémorial de Moïse ») est un quartier historique à l'ouest de la vieille ville de Jérusalem..

## Histoire
Le quartier juif de Yemin Moshé a été créé en 1892-1894 par la fondation Montefiore, afin de continuer l'œuvre de Sir Moïse Montefiore, le fondateur de Mishkenot Sha'ananim dans les années 1860, mort en 1885. L'appellation rend hommage au prénom du philanthrope.
À l'origine, le quartier était le premier à s'installer en dehors des murailles de la vieille ville de Jérusalem pour reloger plus décemment les Juifs vivant alors intra muros dans des masures aux loyers élevés et aux conditions sanitaires déplorables.
Il se caractérise par le moulin de Montefiore, construit à l'origine afin que les Juifs pauvres de Jérusalem puissent moudre leur propre grain et ainsi mieux se nourrir, mais ce moulin n'a jamais fonctionné par suite du manque de vent là où il a été construit.
L'hôtel King David se situe à l'ouest de Yemin Moshé.

## Galerie

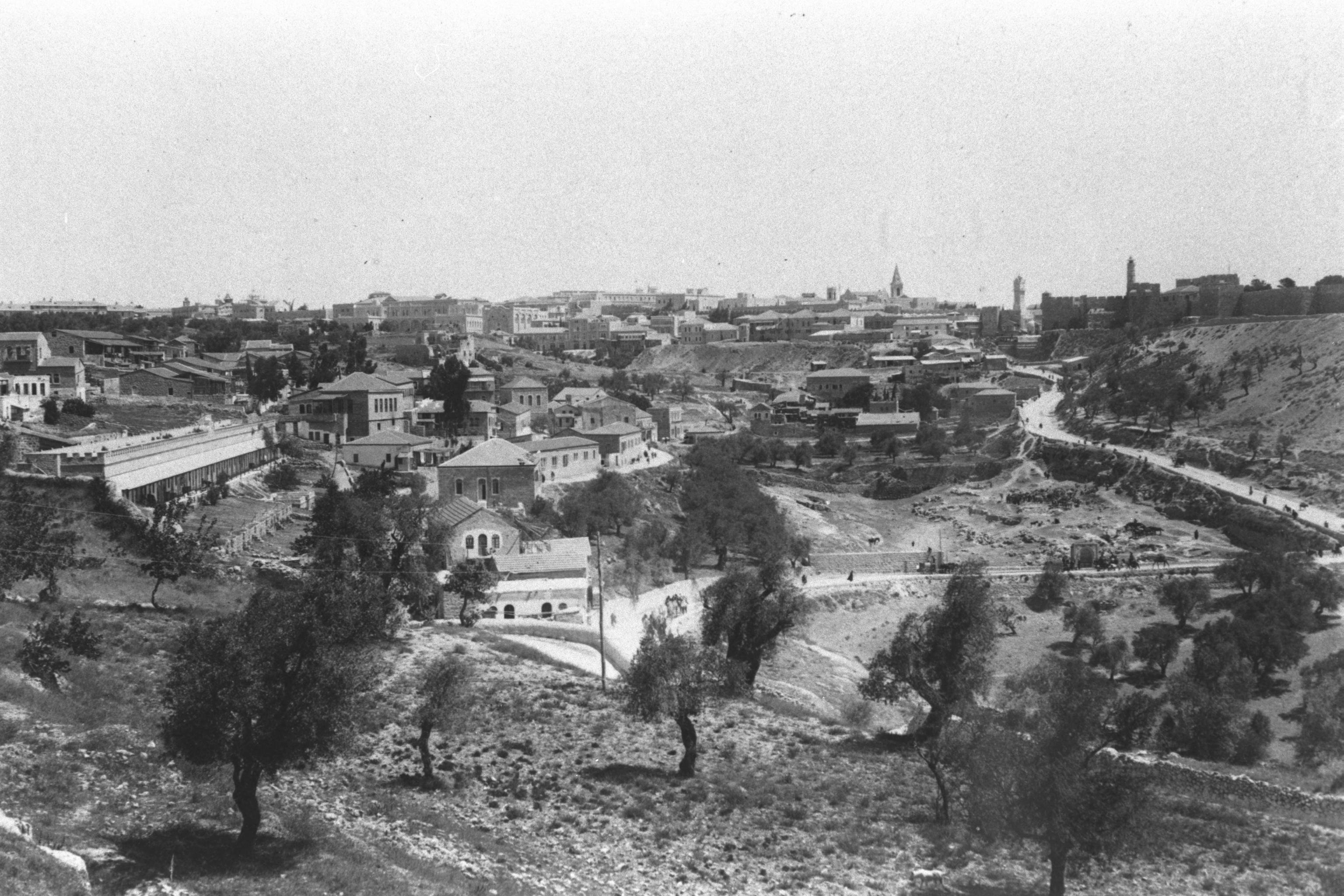
Vue panoramique de Jérusalem au début du XXe siècle : à gauche, Mishkenot Sha'ananim et Yemin Moshé
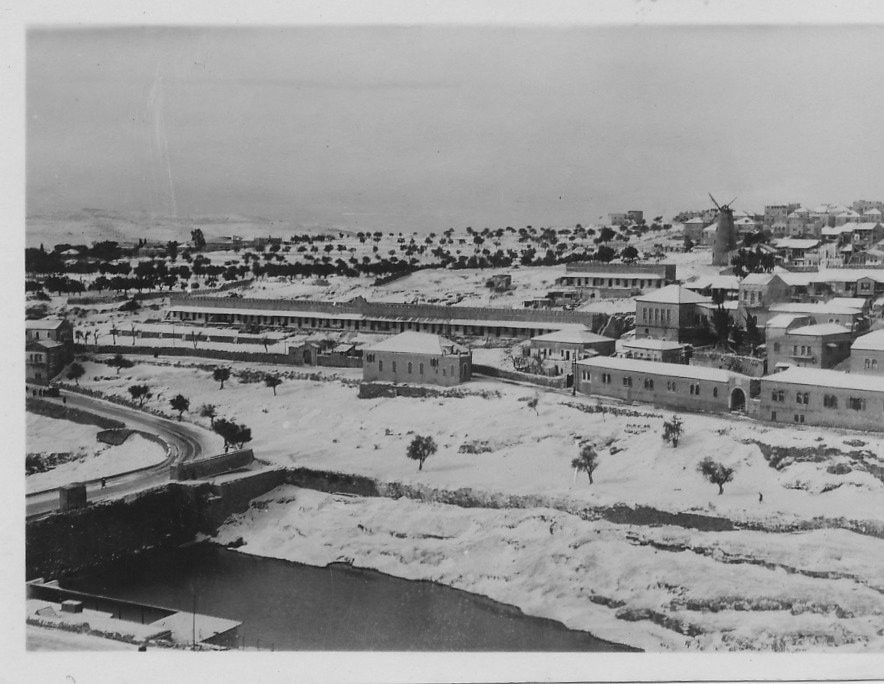
Yemin Moshé sous la neige, années 1920
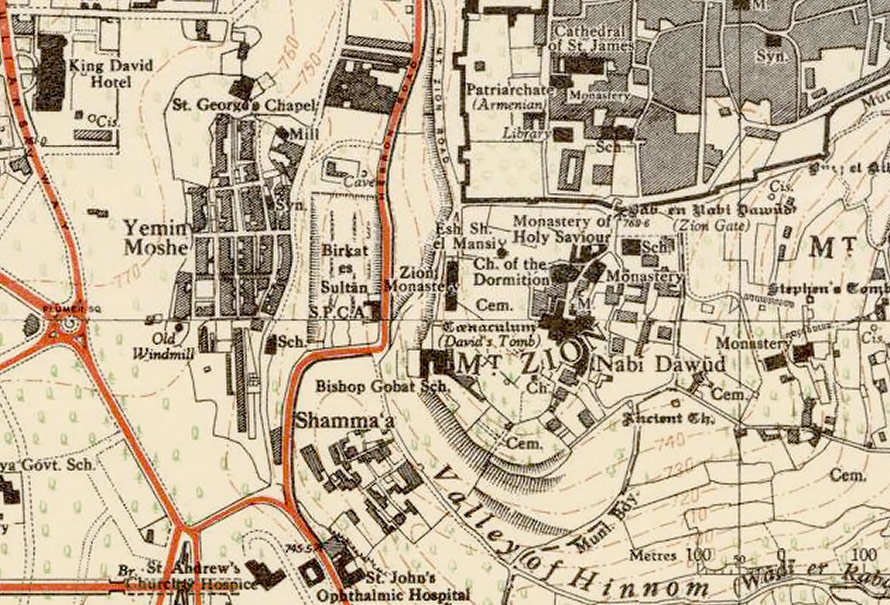
Yemin Moshé, à l'ouest du mont Sion, carte de 1946
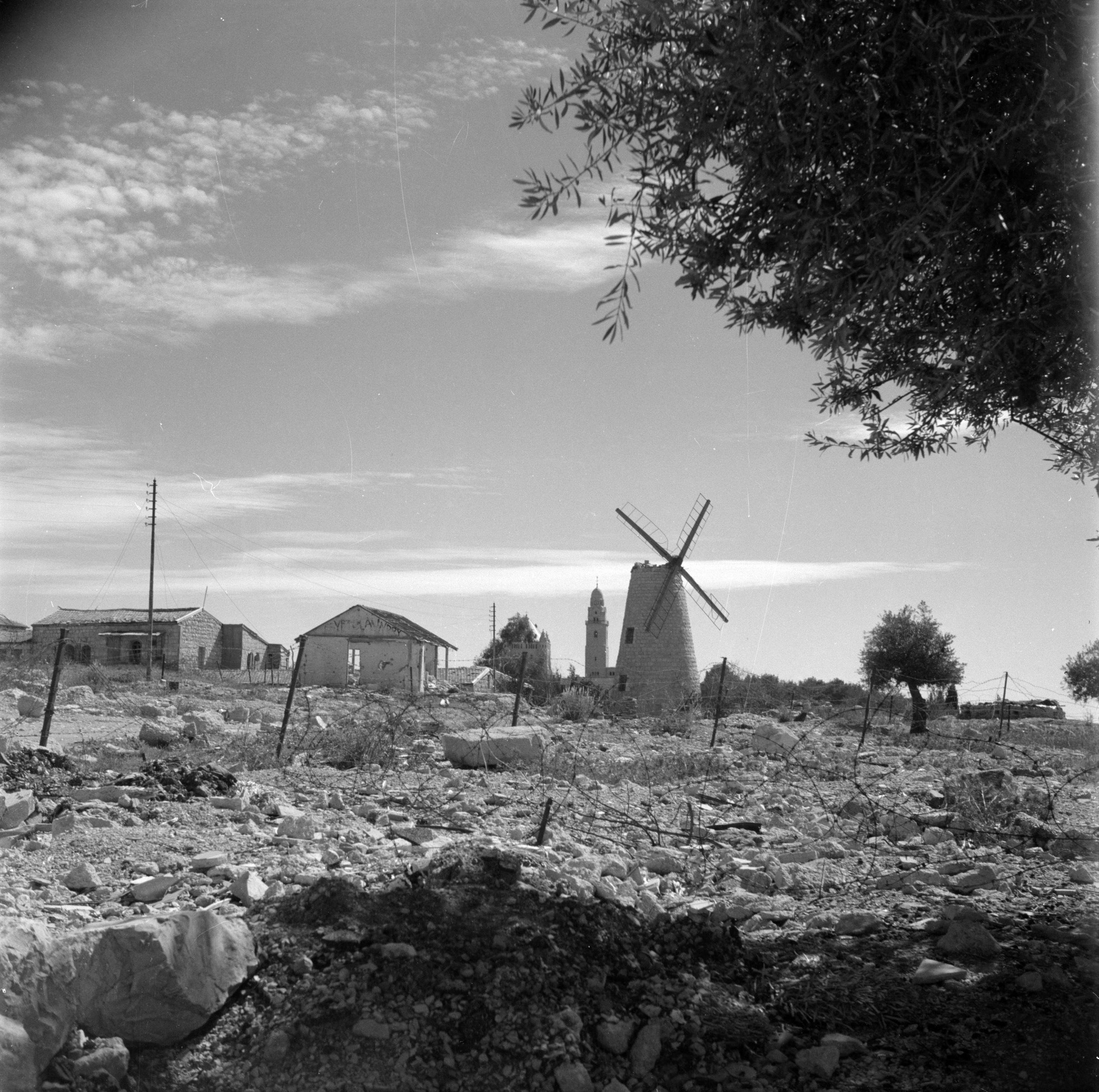
Yemin Moshé en 1948, après l'explosion du moulin de Montefiore
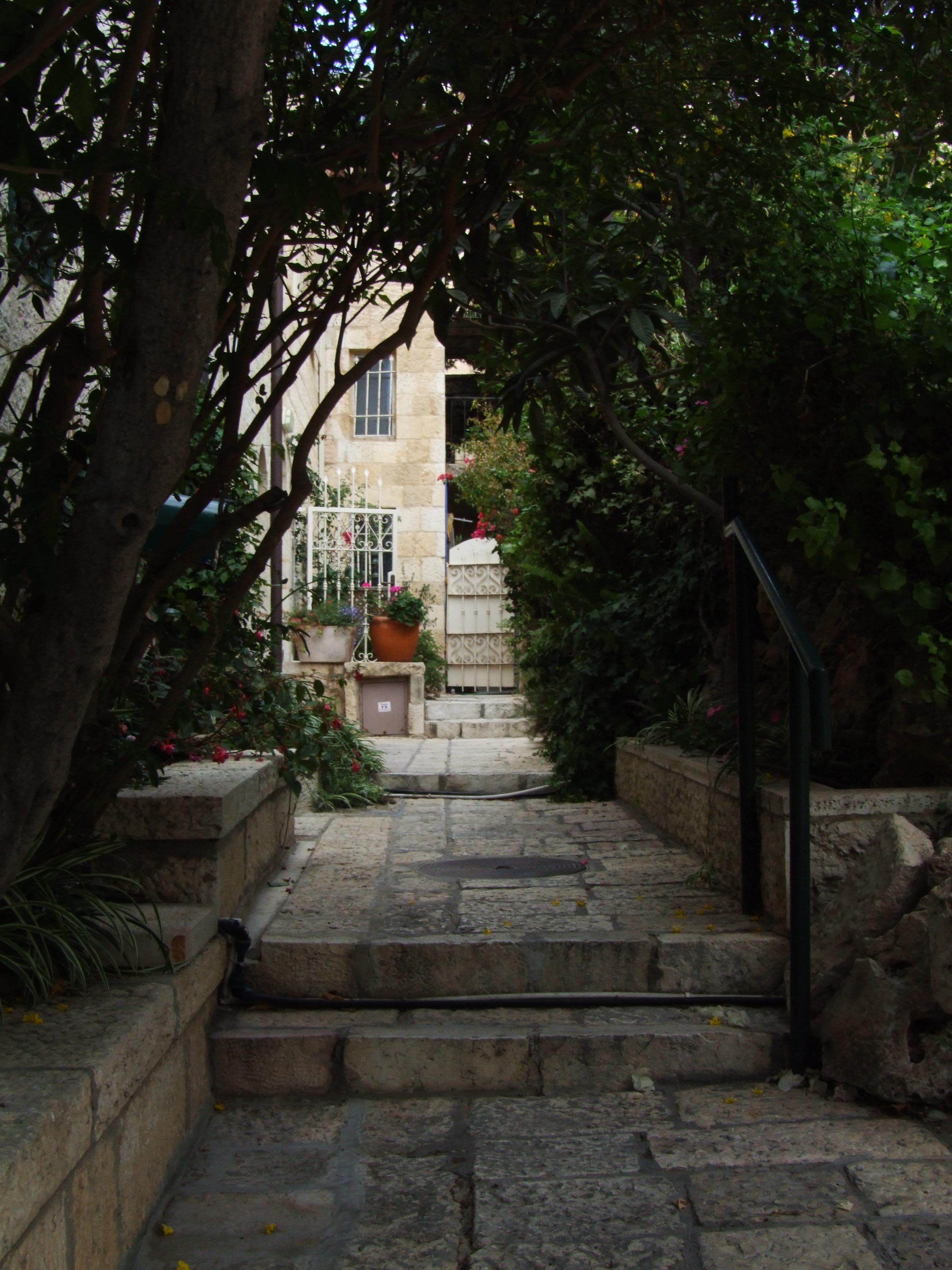
Une rue de Yemin Moshé
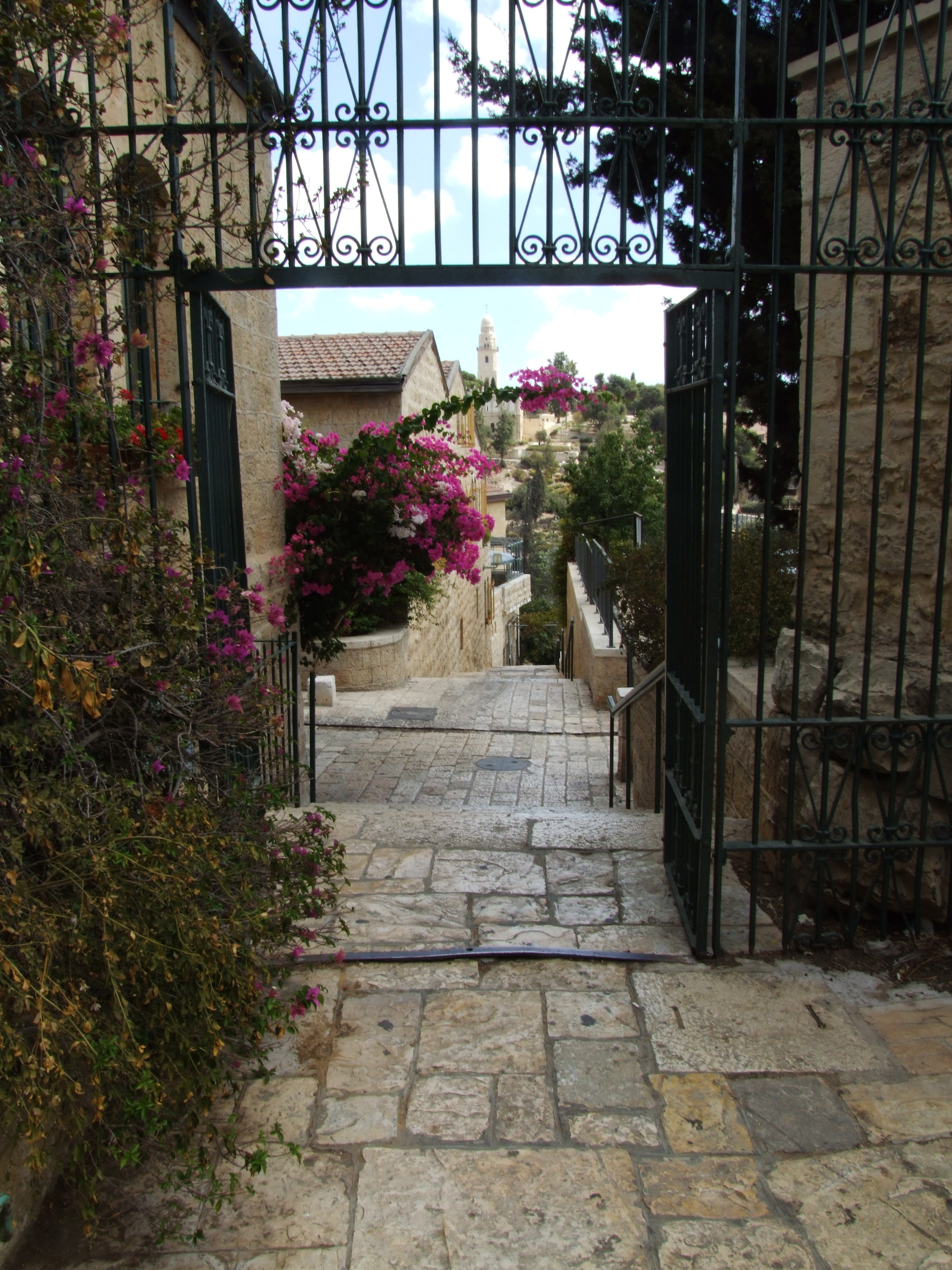
Une allée à Yemin Moshé